# Benja Cremaschi
Benjamin Cremaschi (en español: Benjamín; Miami, Florida, Estados Unidos, 2 de marzo de 2005), conocido deportivamente como Benja Cremaschi, es un futbolista argentino-estadounidense que juega en la demarcación de centrocampista en el Inter de Miami de la Major League Soccer. Ha sido convocado a selecciones juveniles tanto de Estados Unidos como de Argentina.

## Trayectoria
Cremaschi comenzó a jugar fútbol con el Key Biscayne SC a la edad de 6 años y a los 14 se mudó a la Weston Academy. Ayudó a la Weston Academy a ganar la U16 MLS Next Cup de 2021, donde ganó la Bota de Oro. Se mudó a los equipos juveniles del Inter de Miami en 2021. En 2022, ayudó a la sub-17 del Inter de Miami a ganar la Generation Adidas Cup y fue seleccionado para el MLS NEXT All-Star. También debutó con el Inter de Miami II en 2022, anotando 5 y asistiendo a uno esa temporada en el MLS Next Pro. El 22 de noviembre de 2022, firmó su primer contrato profesional con el primer equipo por un contrato de 3 años. Hizo su debut profesional con Inter de Miami como suplente tardío en la victoria 2-0 sobre el Club de Foot Montréal en la Major League Soccer el 25 de febrero de 2023.

## Estadísticas

### Clubes
Actualizado al último partido disputado el 22 de octubre de 2023.
| Club                             | Div.          | Temporada     | Liga  | Liga  | Liga  | Copas nacionales | Copas nacionales | Copas nacionales | Copas internacionales | Copas internacionales | Copas internacionales | Total | Total | Total |
| Club                             | Div.          | Temporada     | Part. | Goles | Asis. | Part.            | Goles            | Asis.            | Part.                 | Goles                 | Asis.                 | Part. | Goles | Asis. |
| -------------------------------- | ------------- | ------------- | ----- | ----- | ----- | ---------------- | ---------------- | ---------------- | --------------------- | --------------------- | --------------------- | ----- | ----- | ----- |
| Inter de Miami II Estados Unidos | 3.ª           | 2022          | 13    | 5     | 1     | -                | -                | -                | -                     | -                     | -                     | 13    | 5     | 1     |
| Inter de Miami II Estados Unidos | 3.ª           | 2023          | 4     | 0     | 1     | -                | -                | -                | -                     | -                     | -                     | 4     | 0     | 1     |
| Inter de Miami II Estados Unidos | Total club    | Total club    | 17    | 5     | 2     | -                | -                | -                | -                     | -                     | -                     | 17    | 5     | 2     |
| Inter de Miami Estados Unidos    | 1.ª           | 2023          | 28    | 2     | 4     | 6                | 0                | 1                | 7                     | 1                     | 1                     | 41    | 3     | 6     |
| Inter de Miami Estados Unidos    | Total club    | Total club    | 28    | 2     | 4     | 6                | 0                | 1                | 7                     | 1                     | 1                     | 41    | 3     | 6     |
| Total carrera                    | Total carrera | Total carrera | 45    | 7     | 6     | 6                | 0                | 1                | 7                     | 1                     | 1                     | 58    | 8     | 8     |

## Palmarés

### Títulos internacionales
| Título      | Equipo         | Año  |
| ----------- | -------------- | ---- |
| Leagues Cup | Inter de Miami | 2023 |

## Selección nacional
Nacido en los Estados Unidos, Cremaschi es de ascendencia argentina. Fue convocado a la sub-19 de los Estados Unidos por su campaña ganadora en la Slovenia Nations Cup en septiembre de 2022. Fue convocado a un campo de entrenamiento de la sub-20 de los Estados Unidos en octubre de 2022 para prepararse para la Copa Mundial de Fútbol Sub-20 de 2023. El 7 de diciembre de 2022, fue convocado a la selección sub-20 de Argentina para un campo de entrenamiento en previsión del Campeonato Sudamericano de Fútbol Sub-20 de 2023.